# Rimani (film)
Rimani (Kal) è un film del 2022 diretto da Ozan Aciktan.

## Trama
Quando Semih viene improvvisamente lasciato dalla sua fidanzata comincerà a confrontarsi con alcune cose che aveva totalmente ignorato in passato durante il suo rapporto d'amore.

## Distribuzione
Il film è stato distribuito sulla piattaforma Netflix l'11 novembre 2022.